# Turniej o Złoty Kask 1974
Turniej o Złoty Kask 1974 – rozegrany w sezonie 1974 turniej żużlowy z cyklu rozgrywek o „Złoty Kask”. Wygrał Zenon Plech, drugi był Jan Mucha, a Edward Jancarz stanął na najniższym stopniu.

## Wyniki
Poniżej zestawienie czołowej piątki każdego z rozegranych 8 turniejów finałowych.

### I turniej
- 4 kwietnia 1974, Rybnik

| Msc. | Zawodnik        | Klub                 | Pkt |  |  |
| ---- | --------------- | -------------------- | --- |  |  |
| 1    | Zenon Plech     | Stal Gorzów Wlkp.    | 13  |  |  |
| 2    | Andrzej Tkocz   | ROW Rybnik           | 12  |  |  |
| 3    | Jerzy Gryt      | ROW Rybnik           | 12  |  |  |
| 4    | Jerzy Szczakiel | Kolejarz Opole       | 11  |  |  |
| 5    | Jan Mucha       | Śląsk Świętochłowice | 11  |  |  |

### II turniej
- 25 kwietnia 1974, Bydgoszcz

| Msc. | Zawodnik         | Klub                 | Pkt  |  |  |
| ---- | ---------------- | -------------------- | ---- |  |  |
| 1    | Andrzej Tkocz    | ROW Rybnik           | 14   |  |  |
| 2    | Jan Mucha        | Śląsk Świętochłowice | 12   |  |  |
| 3    | Zenon Plech      | Stal Gorzów Wlkp.    | 11   |  |  |
| 4    | b.d.             | b.d.                 | b.d. |  |  |
| 5    | Henryk Glücklich | Polonia Bydgoszcz    | 8    |  |  |

### III turniej
- 26 kwietnia 1974, Leszno

| Msc. | Zawodnik            | Klub                 | Pkt |  |  |
| ---- | ------------------- | -------------------- | --- |  |  |
| 1    | Zenon Plech         | Stal Gorzów Wlkp.    | 14  |  |  |
| 2    | Bogusław Nowak      | Stal Gorzów Wlkp.    | 13  |  |  |
| 3    | Jan Mucha           | Śląsk Świętochłowice | 12  |  |  |
| 4    | Bernard Jąder       | Unia Leszno          | 11  |  |  |
| 5    | Ryszard Fabiszewski | Stal Gorzów Wlkp.    | 11  |  |  |

### IV turniej
- 7 czerwca 1974, Częstochowa

| Msc. | Zawodnik            | Klub                  | Pkt |  |  |
| ---- | ------------------- | --------------------- | --- |  |  |
| 1    | Zenon Plech         | Stal Gorzów Wlkp.     | 14  |  |  |
| 2    | Andrzej Jurczyński  | Włókniarz Częstochowa | 12  |  |  |
| 3    | Edward Jancarz      | Stal Gorzów Wlkp.     | 12  |  |  |
| 4    | Ryszard Fabiszewski | Stal Gorzów Wlkp.     | 11  |  |  |
| 5    | Bogusław Nowak      | Stal Gorzów Wlkp.     | 1   |  |  |

### V turniej
- 8 sierpnia 1974, Zielona Góra

| Msc. | Zawodnik       | Klub                 | Pkt  |  |  |
| ---- | -------------- | -------------------- | ---- |  |  |
| 1    | b.d.           | b.d.                 | b.d. |  |  |
| 2    | Zenon Plech    | Stal Gorzów Wlkp.    | 14   |  |  |
| 3    | Edward Jancarz | Stal Gorzów Wlkp.    | 12   |  |  |
| 4    | b.d.           | b.d.                 | b.d. |  |  |
| 5    | Paweł Waloszek | Śląsk Świętochłowice | 9    |  |  |

### VI turniej i VII turniej
Dwa turnieje rozgrywane w Chorzowie były w ramach zgrupowania kadry narodowej i ich wyniki nie były brane do klasyfikacji końcowej. W VI turnieju rozegranym w dniu 21 sierpnia 1974 roku (organizatorem był Śląsk Świętochłowice) zwyciężył Zenon Plech ze Stali Gorzów Wlkp. z 14 pkt. W VII turnieju rozegranym w dniu 23 sierpnia 1974 roku zwyciężył Andrzej Tkocz z ROW-u Rybnik z 12 pkt.

### VIII turniej
- 19 września 1974, Gorzów Wielkopolski

| Msc. | Zawodnik          | Klub                 | Pkt  |  |  |
| ---- | ----------------- | -------------------- | ---- |  |  |
| 1    | Zbigniew Filipiak | Falubaz Zielona Góra | 13   |  |  |
| 2    | Henryk Glücklich  | Polonia Bydgoszcz    | 13   |  |  |
| 3    | Zenon Plech       | Stal Gorzów Wlkp.    | 12   |  |  |
| 4    | b.d.              | b.d.                 | b.d. |  |  |
| 5    | Zdzisław Dobrucki | Unia Leszno          | 10   |  |  |

## Klasyfikacja końcowa
Uwaga!: Odliczono 2 najgorsze wyniki z 6 turniejów rozgrywanych w Rybniku, Bydgoszczy, Lesznie, Częstochowie, Zielonej Górze i Gorzowie Wielkopolskim z pominięciem wyników turniejów chorzowskich rozegranych w ramach zgrupowania kadry narodowej.
| Poz | Zawodnik            | Klub                  | RYB | BYD | LES | CZE | ZIE | GOR | Punkty |
| --- | ------------------- | --------------------- | --- | --- | --- | --- | --- | --- | ------ |
| 1   | Zenon Plech         | Stal Gorzów Wlkp.     | 13  | 11  | 14  | 14  | 14  | 12  | 55     |
| 2   | Jan Mucha           | Śląsk Świętochłowice  | 11  | 12  | 12  | 10  | 6   | –   | 45     |
| 3   | Edward Jancarz      | Stal Gorzów Wlkp.     | 11  | 5   | –   | 12  | 12  | 9   | 44     |
| 4   | Henryk Glücklich    | Polonia Bydgoszcz     | 8   | 8   | 5   | 10  | 5   | 13  | 39     |
| 5   | Andrzej Tkocz       | ROW Rybnik            | 12  | 14  | 6   | 6   | –   | 2   | 38     |
| 6   | Bogusław Nowak      | Stal Gorzów Wlkp.     | 5   | 7   | 13  | 11  | –   | –   | 36     |
| 7   | Andrzej Jurczyński  | Włókniarz Częstochowa | 4   | 7   | 10  | 12  | 4   | 5   | 34     |
| 8   | Zbigniew Filipiak   | Falubaz Zielona Góra  | 7   | 7   | 4   | 2   | 7   | 13  | 34     |
| 9   | Paweł Waloszek      | Śląsk Świętochłowice  | 9   | 6   | –   | 9   | 9   | –   | 33     |
| 10  | Ryszard Fabiszewski | Stal Gorzów Wlkp.     | 4   | 4   | 11  | 11  | 2   | 7   | 33     |
| 11  | Zdzisław Dobrucki   | Unia Leszno           | 3   | 3   | 6   | 5   | 9   | 10  | 30     |
| 12  | Bernard Jąder       | Unia Leszno           | 2   | 4   | 11  | 5   | –   | –   | 22     |
| 13  | Stanisław Kasa      | Polonia Bydgoszcz     | 0   | 7   | 2   | 4   | 2   | –   | 15     |

| Kolor    | Wynik      |
| -------- | ---------- |
| Złoty    | Zwycięzca  |
| Srebrny  | 2. miejsce |
| Brązowy  | 3. miejsce |
| Limanowy | 4. miejsce |
| cyjan    | 5. miejsce |